# Turku satama
Turku satama (szw. Åbo hamns järnvägsstation, ang. Turku Harbour) – stacja kolejowa w Turku w Finlandii, znajdująca się w bezpośrednim sąsiedztwie terminali promowych portu w Turku. Została otwarta 23 czerwca 1876 roku. Znajduje się 2,8 km od dworca głównego w Turku (około 7 minut jazdy pociągiem). Ze stacji kursują składy w kierunku Helsinek oraz Tampere, w tym wagony sypialne do Kolari i Rovaniemi na północy kraju.
W 2008 roku ze stacji Turku satama skorzystało 136 tys. pasażerów, a stacja została sklasyfikowana jako 2. klasy (dla porównania główna stacja w Turku obsłużyła 1,5 mln pasażerów).